# Ne te retourne pas

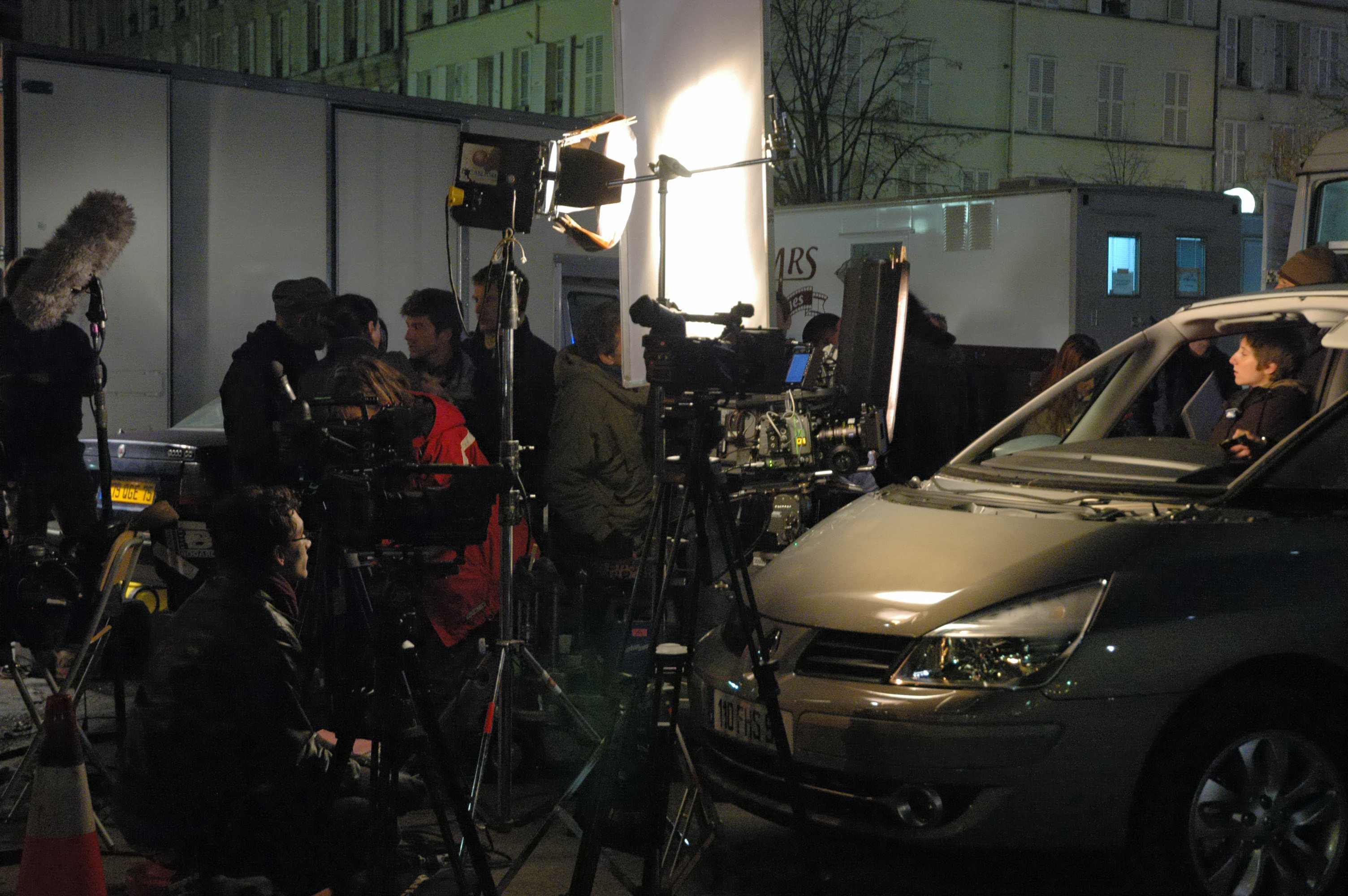
Op de set van Ne te retourne pas

Ne te retourne pas is een film van Marina de Van uit 2009 met Sophie Marceau en Monica Bellucci.

## Intrige
Jeanne (Sophie Marceau) is een getrouwde journaliste met twee kinderen. Ze wil een autobiografische roman schrijven, maar ze kan zich niets herinneren van voor haar achtste. Ze begint veranderingen waar te nemen in haar omgeving en aan haar lichaam.
Haar moeder toont haar een jeugdfoto waarop zij tweeën staan samen met een Italiaanse vrouw. Het uiterlijk van Jeanne is ondertussen veranderd naar dat van een andere vrouw (Monica Bellucci). Ze trekt naar Italië en achterhaalt de waarheid. Zij was eigenlijk de Italiaanse Rosa Maria - een donkerharig meisje van elf dat ze in een hallucinatie te zien krijgt. Als kind heeft ze een auto-ongeval meegemaakt waarbij Jeanne, een blond negenjarig meisje, om het leven kwam. Zelf leed ze aan geheugenverlies en heeft ze de plaats van Jeanne ingenomen.

## Rolverdeling
- Sophie Marceau: Jeanne
- Monica Bellucci: Jeanne/Rosa Maria
- Andrea Di Stefano: Teo 1/Gianni
- Thierry Neuvic: Teo 2
- Brigitte Catillon: Nadia 1/Valérie
- Sylvie Granotier: Nadia 2
- Augusto Zucchi: Fabrizio
- Giovanni Franzoni: Enrico
- Vittoria Meneganti: donkerharig meisje
- Francesca Melucci: blondharig meisje
- Adrien de Van: psychiater
- Serena d'Amato: Donatella

## Achtergrond
Don't Look Back werd buiten competitie vertoond op het Filmfestival van Cannes in 2009.
Het verhaal is vrij ingewikkeld doordat sommige gebeurtenissen alleen in de waarneming van Rosa Maria plaatsvinden, zoals wanneer ze zichzelf terugziet als kind.